# Oryzopsis
Oryzopsis är ett släkte av gräs. Oryzopsis ingår i familjen gräs.

## Bildgalleri

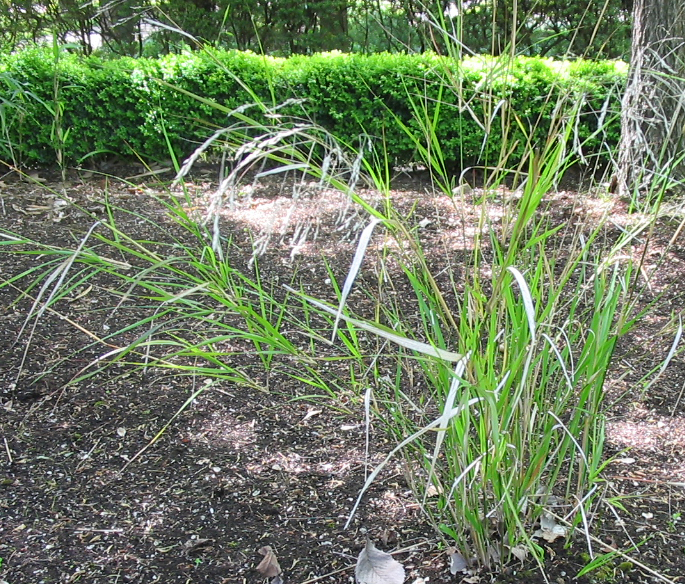
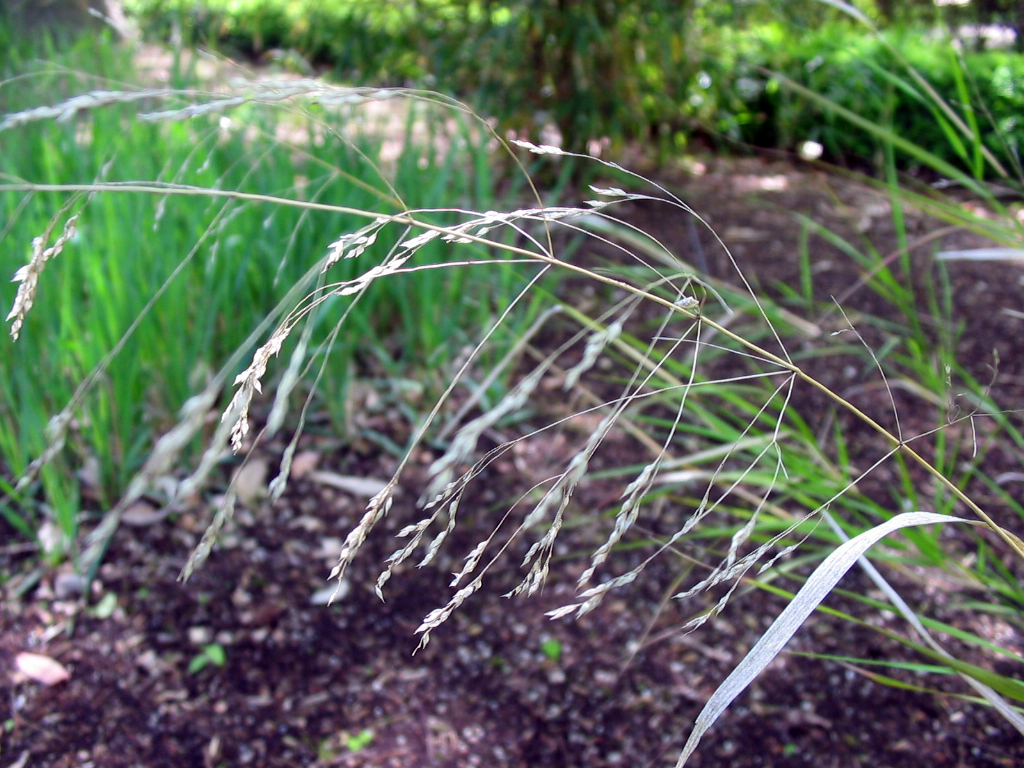
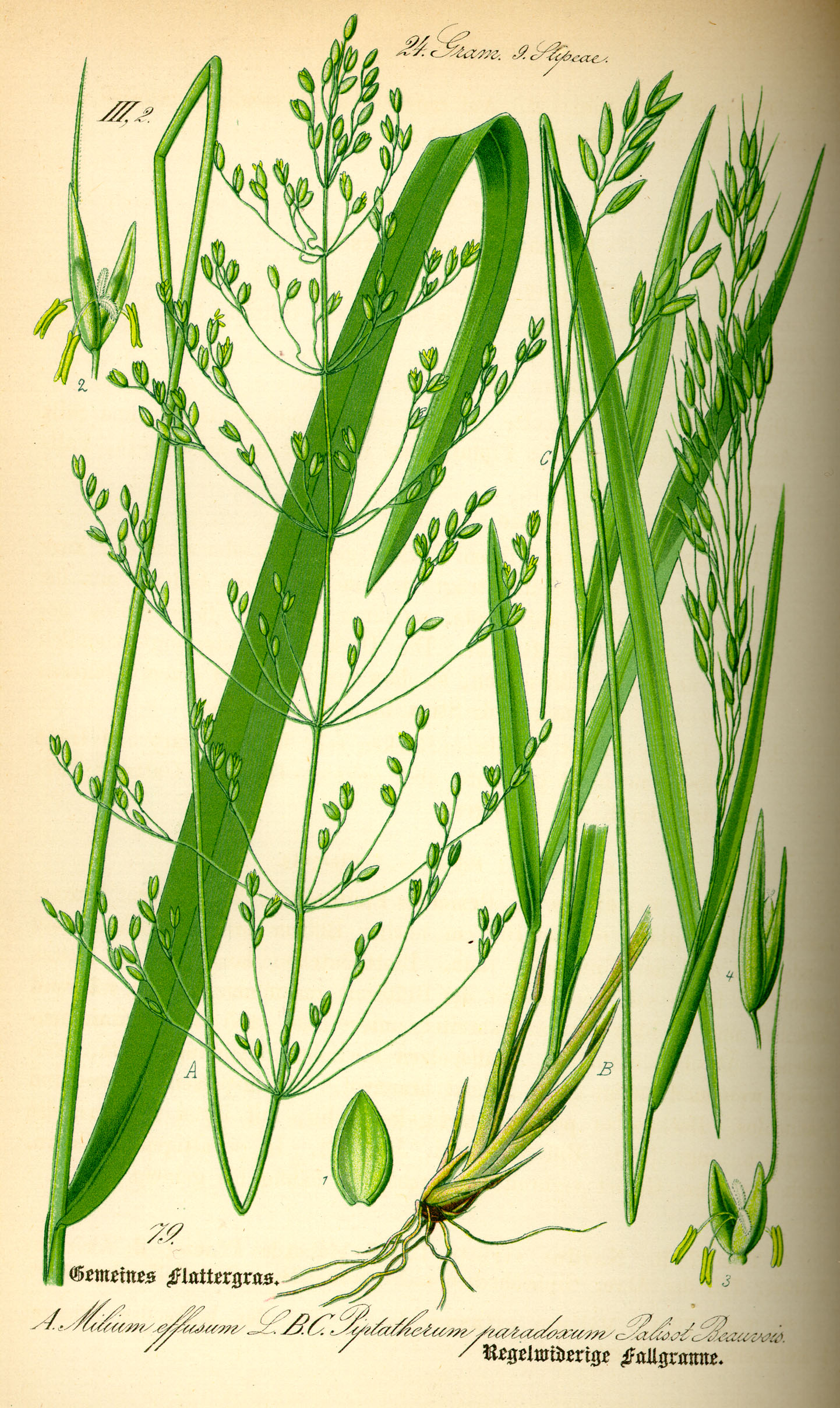
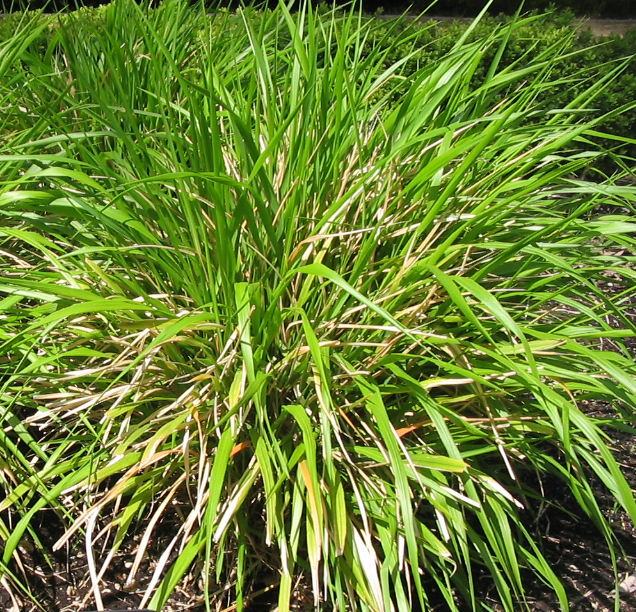

## Dottertaxa tillOryzopsis, i alfabetisk ordning[1]
- Oryzopsis aequiglumis
- Oryzopsis alpestris
- Oryzopsis angustifolia
- Oryzopsis asperifolia
- Oryzopsis barbellata
- Oryzopsis blancheana
- Oryzopsis canadensis
- Oryzopsis chinensis
- Oryzopsis coerulescens
- Oryzopsis contracta
- Oryzopsis exigua
- Oryzopsis ferganensis
- Oryzopsis gracilis
- Oryzopsis grandispicula
- Oryzopsis hendersonii
- Oryzopsis henryi
- Oryzopsis hilariae
- Oryzopsis holciformis
- Oryzopsis hymenoides
- Oryzopsis lateralis
- Oryzopsis latifolia
- Oryzopsis micrantha
- Oryzopsis miliacea
- Oryzopsis molinioides
- Oryzopsis munroi
- Oryzopsis obtusa
- Oryzopsis pamiralaica
- Oryzopsis paradoxa
- Oryzopsis platyantha
- Oryzopsis pungens
- Oryzopsis purpurascens
- Oryzopsis racemosa
- Oryzopsis rechingeri
- Oryzopsis sogdiana
- Oryzopsis songarica
- Oryzopsis sphacelata
- Oryzopsis swallenii
- Oryzopsis tibetica
- Oryzopsis vavilovii
- Oryzopsis webberi
- Oryzopsis vicaria
- Oryzopsis virescens